# Гапочка Павло Микитович
Павло Микитович Гапочка (29 липня 1908, станція Куп'янськ-Сортувальна, тепер місто Харківської області — 22 травня 1970, місто Москва, тепер Російська Федерація) — український радянський партійний діяч, філософ, 2-й секретар Львівського обласного комітету КП(б)У. Кандидат у члени ЦК КП(б)У в 1940—1952 роках. Доктор філософських наук (з 1953), професор.

## Біографія
Народився в родині залізничного службовця. З шістнадцятирічного віку працював слюсарем паровозного депо.
Член ВКП(б) з 1928 року.
У 1933 році закінчив Московський державний педагогічний інститут імені Карла Лібкнехта. З 1933 по 1935 рік працював викладачем філософії Рязанського державного педагогічного інституту. У 1935—1937 роках навчався в Інституті Червоної професури.
У липні 1938 — липні 1944 року — помічник 1-го секретаря ЦК КП(б) України Микити Сергійовича Хрущова. У 1941—1944 роках — помічник члена Військової Ради Південно-Західного напрямку, Південно-Західного, Сталінградського, Південного, Воронезького та 1-го Українського фронтів генерал-лейтенанта Микити Сергійовича Хрущова, учасник німецько-радянської війни.
У липні 1944 — травні 1945 року — 2-й секретар Львівського обласного комітету КП(б)У.
З червня 1945 року — заступник директора із наукової частини Українського філіалу Інституту Маркса-Енгельса-Леніна при ЦК ВКП(б).
У 1948 році закінчив аспірантуру Академії суспільних наук при ЦК ВКП(б).
З березня по листопад 1948 року — начальник Управління пропаганди і агітації ЦК КП(б)У.
У грудні 1948 — 1 жовтня 1949 року — завідувач відділу пропаганди і агітації ЦК КП(б)У.
З 1953 по 22 травня 1970 року — професор кафедри наукового комунізму Академії суспільних наук при ЦК КПРС. Працював над проблемами історичного матеріалізму і теорії наукового комунізму.
Помер 22 травня 1970 року після важкої хвороби в Москві.

## Основні наукові праці
- Как жил и боролся Сен-Катаяма. Москва, 1934;
- Поєднання особистих i громадських iнтересів при соціалізмi, Київ, 1948;
- Поєднання особистих i громадських iнтересів у колгоспах, Київ, 1948;
- Ликвидация противоположности между городом и деревней в СССР и пути преодоления существенного различия между ними. Москва, 1952 (Автореф. дисс.).
- Критика религиозной идеологии. Москва: Изд. ВПШ и АОН, 1961 (редактор);
- Борьба В. И. Ленина против «левого» оппортунизма и современность. Москва, 1968.

## Звання
- підполковник

## Нагороди
- орден Червоного Прапора (3.02.1943)
- медаль «За оборону Сталінграда»
- медаль «За перемогу над Німеччиною у Великій Вітчизняній війні 1941—1945 рр.» (1945)
- медалі